# Головачка
Головачка (Cephalaria) — рід близько 65 видів квіткових рослин родини жимолостевих (Caprifoliaceae), що поширені в південній Європі, західній і центральній Азії, а також у північній і південній Африці .
Це однорічні або багаторічні трав'янисті рослини до 0,8-2 м заввишки.
Види головачок використовуються для живлення личинками деяких видів  лускокрилих, включаючи Schinia imperialis, яка живиться виключно листям Cephalaria procera.

## Вибрані види
- Cephalaria alpina (L.) Roem. & Schult.
- Cephalaria ambrosioides (Sibth. & Sm.) Roem. & Schult.
- Cephalaria anatolica Shkhiyan
- Cephalaria aristata C.Koch
- Cephalaria coriacea (Wild. ) Roem. & Schult. ex Steud.
- Cephalaria flava (Sibth. & Sm.) Szabó
- Cephalaria gigantea (Ledeb. ) Bobrov
- Cephalaria joppica (Spreng. ) Bég.
- Cephalaria laevigata (Waldst. & Kit. )  Schrad.
- Cephalaria leucantha (L.) Roem. & Schult.
- Cephalaria linearifolia Lange
- Cephalaria litvinovii Bobrov — головачка Литвинова
- Cephalaria pastricensis Dörfl. & Hayek
- Cephalaria radiata Griseb. & Schenk
- Cephalaria setulifera Boiss. & Heldr.
- Cephalaria squamiflora (Sieber) Greuter
- Cephalaria scabra (Lf ) Рум. & Schult.
- Cephalaria syriaca (L.) Roem. & Schult.
- Cephalaria tchihatchewii Boiss.
- Cephalaria transylvanica (L.) Roem. & Schult.
- Cephalaria uralensis (Murray) Roem. & Schult. — головачка уральська

## Вирощування та використання
Деякі види вирощують як декоративні рослини в садах. Найпопулярнішим видом є C. gigantea, багаторічна рослина з Кавказу, що досягає 2 м заввишки, цінується за міцне прямостояче зростання з темно-зеленим листям і жовтими квітами.

## В Україні
Ю. Кобів (2004), с. 115—116. наводить для України 5 видів головачок:
- Cephalaria coriacea (Willd.) Roemer & Schultes ex Steudel — голова́чка шкіря́ста
- Cephalaria demetrii Bobrov  — голова́чка Дмитра́
- Cephalaria litvinovii Bobrov — голова́чка Литви́нова
- Cephalaria transsylvanica (L.) Roemer & Schultes — голова́чка трансильва́нська
- Cephalaria uralensis (Murray) Roemer & Schultes — голова́чка ура́льська